# Let's Rock (The Black Keys)
Let's Rock è il nono album in studio del gruppo musicale statunitense The Black Keys, pubblicato il 28 giugno 2019 dalla Easy Eye Sound e dalla Nonesuch.

## Tracce
1. Shine a Little Light – 3:16
2. Eagle Birds – 2:40
3. Lo/Hi – 2:57
4. Walk Across the Water – 3:55
5. Tell Me Lies – 3:39
6. Every Little Thing – 3:19
7. Get Yourself Together – 3:56
8. Sit Around and Miss You – 2:40
9. Go – 2:26
10. Breaking Down – 3:25
11. Under the Gun – 3:16
12. Fire Walk with Me – 2:58